# سانت‌آنجلو این پونتانو
سانت‌آنجلو این پونتانو (به ایتالیایی: Sant'Angelo in Pontano) یک کومونه در ایتالیا است که در استان ماچه‌راتا واقع شده‌است. سانت‌آنجلو این پونتانو ۲۷٫۴ کیلومتر مربع مساحت و ۱٬۵۴۸ نفر جمعیت دارد و ۴۷۳ متر بالاتر از سطح دریا واقع شده‌است.